# Würenlingen
Würenlingen é uma comuna da Suíça, no Cantão Argóvia, com cerca de 3.752 habitantes. Estende-se por uma área de 9,37 km², de densidade populacional de 400 hab/km². Confina com as seguintes comunas: Böttstein, Döttingen, Endingen, Obersiggenthal, Stilli, Tegerfelden, Untersiggenthal, Villigen. 

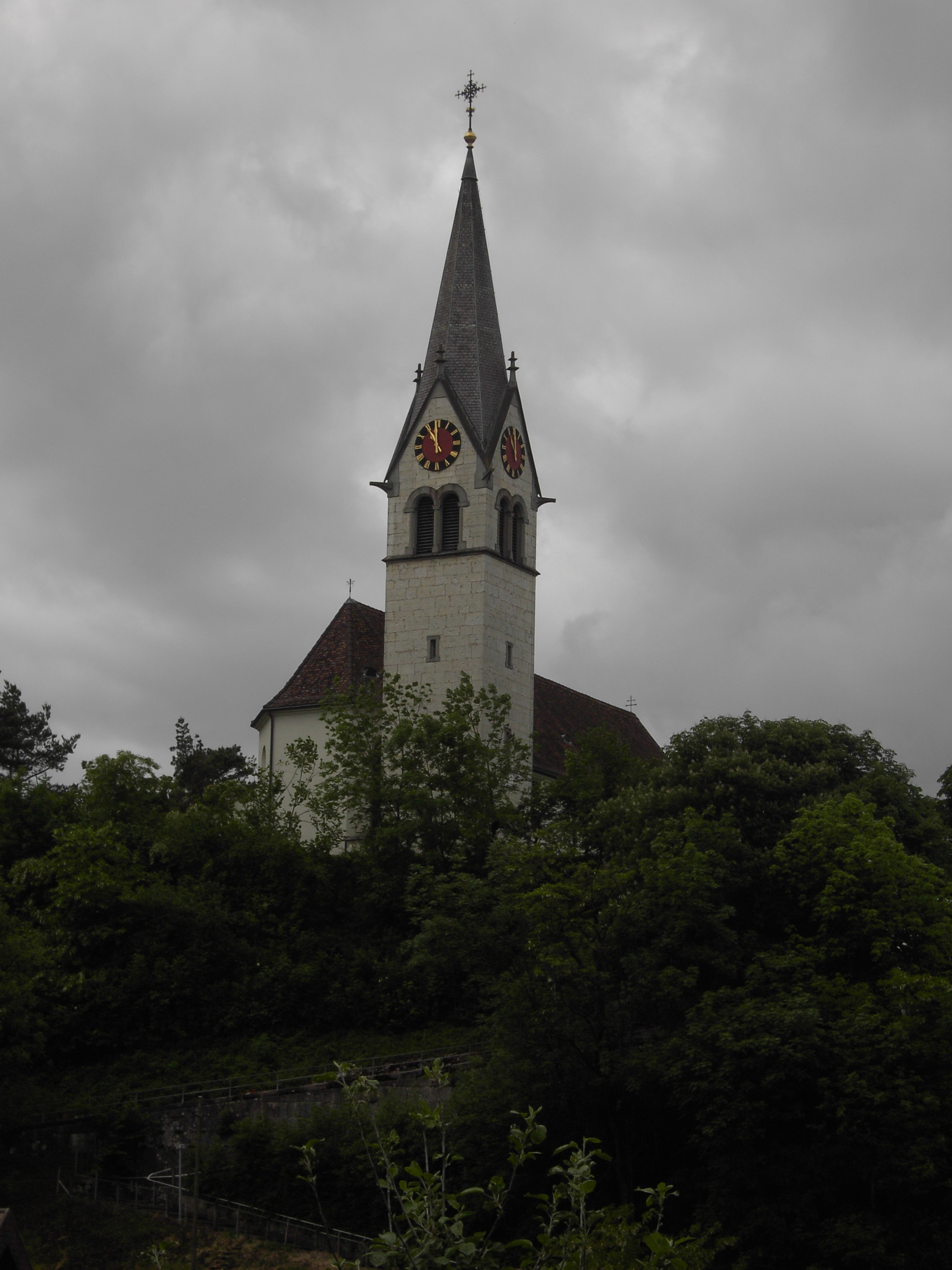
Rom.-cath. Church

A língua oficial nesta comuna é o Alemão.